# ドゥラスノ県
ドゥラスノ県（ドゥラスノけん、西: Departamento de Durazno）は、ウルグアイ中部の県。県都はドゥラスノ。
サンタ・ベルナルディーナ国際空港がある。

## 経済
農業が主産業であり、アグリツーリズムも盛んである。羊や牛の飼育も広く行われており、乳製品、食肉を生産している。

## 地理
県境のほとんどが川に沿っており、北から西にかけてネグロ川、南にジ川が流れている。1930年代、当時大統領であったガブリエル・テーラはこれらを利用して水力発電所の建設を約束した。現在県内には三基の水力発電所が稼働している。
ウルグアイ最大の淡水湖であるリンコン・デル・ボネテ湖を北部に擁する。

## 主な都市
人口データは2011年の国勢調査による。
| 都市                     | 人口   |
| ------------------------ | ------ |
| サランディ・デル・ジ     | 7,176  |
| サンタ・ベルナルディーナ | 1,094  |
| セロ・チャート           | 1,124  |
| センテナリオ             | 1,136  |
| ドゥラスノ               | 34,368 |
| バランキージョ           | 1,084  |
| ビジャ・デル・カルメン   | 2,692  |
| ラ・パロマ               | 1,443  |

## 下位区分
| 地図 | 郡名                     | 郡庁所在地           | 面積 (平方キロ) | 人口 （2011年） | 選挙区        | 備考  |
| ---- | ------------------------ | -------------------- | --------------- | --------------- | ------------- | ----- |
|      | サランディ・デル・ジ郡   | サランディ・デル・ジ | 656.2           | 7,389           | RDC, RDD, RDE | [ 2 ] |
|      | ビジャ・デル・カルメン郡 | カルメン             | 479.2           | 2,891           | RCC, RCD      | [ 3 ] |

## スポーツ
- ドゥラスノFC - ドゥラスノ県を本拠地にしているサッカークラブ。